# Ula Tirso

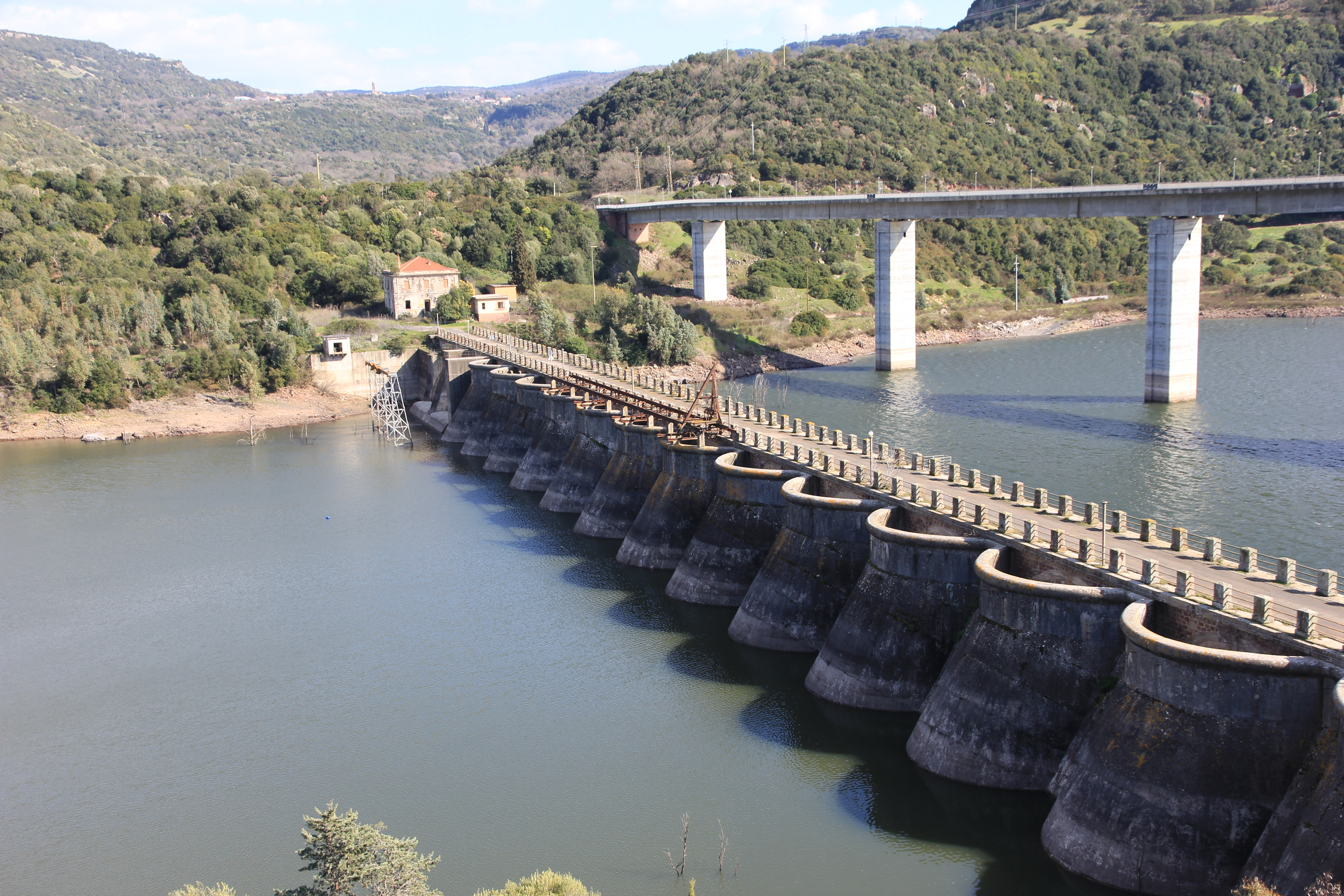
La grande diga di Santa Chiara, ormai dismessa

Ula Tirso (Ula è l'antico toponimo in sardo, successivamente è stato aggiunto Tirso per via del vicino fiume con questo nome; erroneamente noto anche come Ulà Tirso) è un comune italiano di 443 abitanti della provincia di Oristano in Sardegna, nella regione storica del Barigadu.

## Geografia fisica
Il territorio di Ula Tirso confina con i seguenti comuni: a sud Busachi, il paese più vicino a Ula, situato a soli 2,7 km a nord-est Neoneli, a est Ortueri, a nord Ardauli e a nord-ovest Ghilarza.

## Storia
Area abitata fin dall'epoca nuragica per la presenza nel territorio di alcuni nuraghi, nel medioevo appartenne al Giudicato di Arborea e fece parte della curatoria di Parte Barigadu. Alla caduta del giudicato (1420) entrò a far parte del Marchesato di Oristano, e alla definitiva sconfitta degli arborensi (1478) passò sotto il dominio aragonese. Formò un feudo che passò sotto la signoria di diversi signori. Nel 1774, in epoca sabauda, entrò a far parte del marchesato di Neoneli, concesso in feudo a Pietro Ripoll Manca. Il feudo rimase ai Ripoll fino al 1837, quando passò ai Sanjust, per il matrimonio di Maria Angela Ripoll e Carlo Enrico Sanjust, barone di Teulada al quale fu riscattato agli  nel 1839 con la soppressione del sistema feudale, per diventare un comune amministrato da un sindaco e da un consiglio comunale.

### Simboli
Lo stemma del comune di Ula Tirso è stato concesso con decreto del presidente della Repubblica del 3 luglio 1962 e raffigura, su sfondo azzurro, una diga sul fiume Tirso, al naturale, vista in prospettiva dal lato sud-ovest.
Il gonfalone, concesso con decreto del presidente della Repubblica del 19 settembre 2012, è costituito da un drappo di bianco.

## Società

### Evoluzione demografica
Abitanti censiti

### Lingue e dialetti
La variante del sardo parlata a Ula Tirso è riconducibile alla Limba de mesania.

### Tradizioni e folclore
La festa principale è La Maddalena che si festeggia il 22 luglio, ma si festeggia anche il patrono sant'Andrea il 30 novembre, giorno in cui si usa anche gustare il vino novello, il 13 dicembre è invece festeggiata santa Lucia con balli e dolci e a gennaio, come negli altri paesi del circondario e della zona nord-est della provincia di Oristano, si festeggia sant'Antonio Abate con la tradizionale tuva (falò) e balli accompagnati dal pane cun gherdas, un tipico pane sardo fatto con il lardo o con lo strutto di maiale. e vino a volontà; a febbraio c'è il carnevale con le tradizionali sfilate rigorosamente accompagnate dalla maschera ulese s'urtzu e sos bardianos. Per Pasqua sono invece da non perdere i riti antichissimi della settimana santa, il più toccante dei quali è s'iscravamentu, il rito della rimozione di Cristo dalla croce, il venerdì con la processione notturna. Questo rito è diffuso in tutta la Sardegna dal medioevo con l'arrivo dei catalani prese il nome di desclavament, letteralmente "schiodamento".
Un altro santo che si festeggia è sant'Isidoro, l'ultimo sabato di maggio, in località  Besela dove, grazie alla donazione di un terreno da parte di un generosissimo ulese emigrato in provincia di Verona, nel 1996 la popolazione ha costruito una chiesetta campestre dedicandola al Santo agricoltore; la festa è l'occasione per gustare la tipica pecora bollita accompagnata da gustosi formaggi locali e vino sino a tarda sera.

## Cultura

### Eventi
Nel mese di agosto è la volta della sagra dedicata alla tipica pasta ulese: sos cannisones, ma non mancano le svariate e gustose qualità di dolci tipici, il pane, i formaggi, il bollito di pecora, i vini, i liquori del posto e il miele. Sempre nel mese di agosto si festeggia l'emigrato: grazie alla collaborazione e partecipazione di tutto il paese ogni anno si organizza una cena all'aperto accompagnata da musica e balli tradizionali dove la maggior parte degli emigrati si danno appuntamento per trascorrere una serata di allegria con tutta la popolazione.

## Amministrazione
| Periodo         | Periodo         | Primo cittadino         | Partito                           | Carica  | Note   |
| --------------- | --------------- | ----------------------- | --------------------------------- | ------- | ------ |
| 23 aprile 1995  | 16 aprile 2000  | Raffaele Melette        | liste civiche di centrosinistra   | sindaco | [ 10 ] |
| 16 aprile 2000  | 9 maggio 2005   | Mario Pinna             | lista civica                      | sindaco | [ 11 ] |
| 9 maggio 2005   | 31 maggio 2010  | Antonio Francesco Piras | lista civica                      | sindaco | [ 12 ] |
| 31 maggio 2010  | 31 maggio 2015  | Antonio Francesco Piras | lista civica "Ula Tirso solidale" | sindaco | [ 13 ] |
| 31 maggio 2015  | 26 ottobre 2020 | Ovidio Loi              | lista civica "Novas Pro Ula"      | sindaco | [ 14 ] |
| 26 ottobre 2020 | in carica       | Danilo Cossu            | lista civica "X Ula di +"         | sindaco | [ 15 ] |

### Gemellaggi
- Peschiera del Garda